# サンガリウス橋
サンガリウス橋（サンガリウスはし、トルコ語:Sangarius Köprüsü）またはユスティニアヌス橋（トルコ語: Justinianos Köprüsü）は、トルコ共和国サカリヤ県アダパザル近くに存在する石造橋。かつてはサカリヤ川（ラテン語: Sangarius, Greek Σαγγάριος）が下を流れていた。東ローマ皇帝ユスティニアヌス1世（在位:527年-565年）が、帝国の首都コンスタンティノープルと東方のオリエンス道を結ぶ交通路を改善するべく建設した。当時としては破格の430メートルという全長を持つ大規模橋梁であったため、同時代の著述家がたびたび言及している。また古代ローマには、小プリニウスによればトラヤヌスが初めて挑戦したという、ボスポラス海峡を迂回できる運河を建設する計画があり、これとの関連も指摘されている。

## 所在地
サンガリウス橋はアナトリア半島北西部、古代のビテュニア地域、現在のアダパザルの南西5キロメートルの位置にある。現在サンガリウス橋の下を流れているのは、近くのサパンジャ池から流れ出すチャルク・デレシという小川である。この小川は古代にはメラスと呼ばれていた。これよりはるかに大きなサカリヤ川は、古代から流路を変えており、現在では橋の3キロメートル東方を流れている。

## 歴史
古代から中世にかけて、サンガリウス橋は東ローマ帝国にとって、ボスポラス海峡から東方、サーサーン朝に脅かされている辺境地帯へ続く軍道として重要視されていた。この石橋が建設されるまでは木製の舟橋がサンガリウス川（サカリヤ川）に掛けられていたが、プロコピオスによれば川が洪水を起こすたびに舟橋が押し流され、多くの人命が失われていたという。
完成時期は、同時代の詩人パウロス・シレンティアリオスやアガティアスの頌詩から、562年であったことが分かる。また証聖者テオファネスの年代記によれば、建設が始まったのは世界創造紀元6052年、すなわち西暦559–560年であった。またプロコピオスにはユスティニアヌスの建築についての著作（De Aedificiis）があるが、サンガリウス橋の建設時期と比較すると560-561年に執筆され562年に広く知られるようになったことになり、かつて考えられていたより5-6年は遅い時期に著された作品だと推定されるようになっている。ただテオファネスの年代記術は幾分不正確であることが知られており、その誤差を含めるとサンガリウス橋の建設開始は554年頃になるとする説もある。

## 構造
橋は石灰岩のレンガでできており、両岸の橋台を含めると全長429メートル、幅9.85メートル、高さ最大10メートルとなっている。7つのアーチ構造で支えられており、両端を除く5つのアーチはスパンが23-24.5メートルとなっており、その間にそれぞれ幅6メートルほどの橋脚が立っている。両端のアーチは少し小さく、スパンは約20メートルである。現在、西側のアーチの一つの下をチャルク・デレシ川が流れている。さらに、西側に2つ、東側に3つの、3-9メートルのアーチが設けられており、これは洪水時に放水路の役割を果たした。近代以降に川に沿って鉄道が敷かれたため、橋の東側の一部が壊されている。橋の7本の橋脚のうち5本には十字架の意匠が施されている。残り2つについては、同様のものがあったものの後に壊れたと考えられている。
より正確なスパン（太字）と橋脚幅（括弧書き）の長さは、以下のとおり（単位はメートル）である。
3 (N.A.) 7 (9.5) 19.5 (6) 23 (6) 24.5 (6) 24.5 (6) 24 (6) 24.5 (6) 20 (9.5) 9 (N.A.) 6 (N.A.) 3

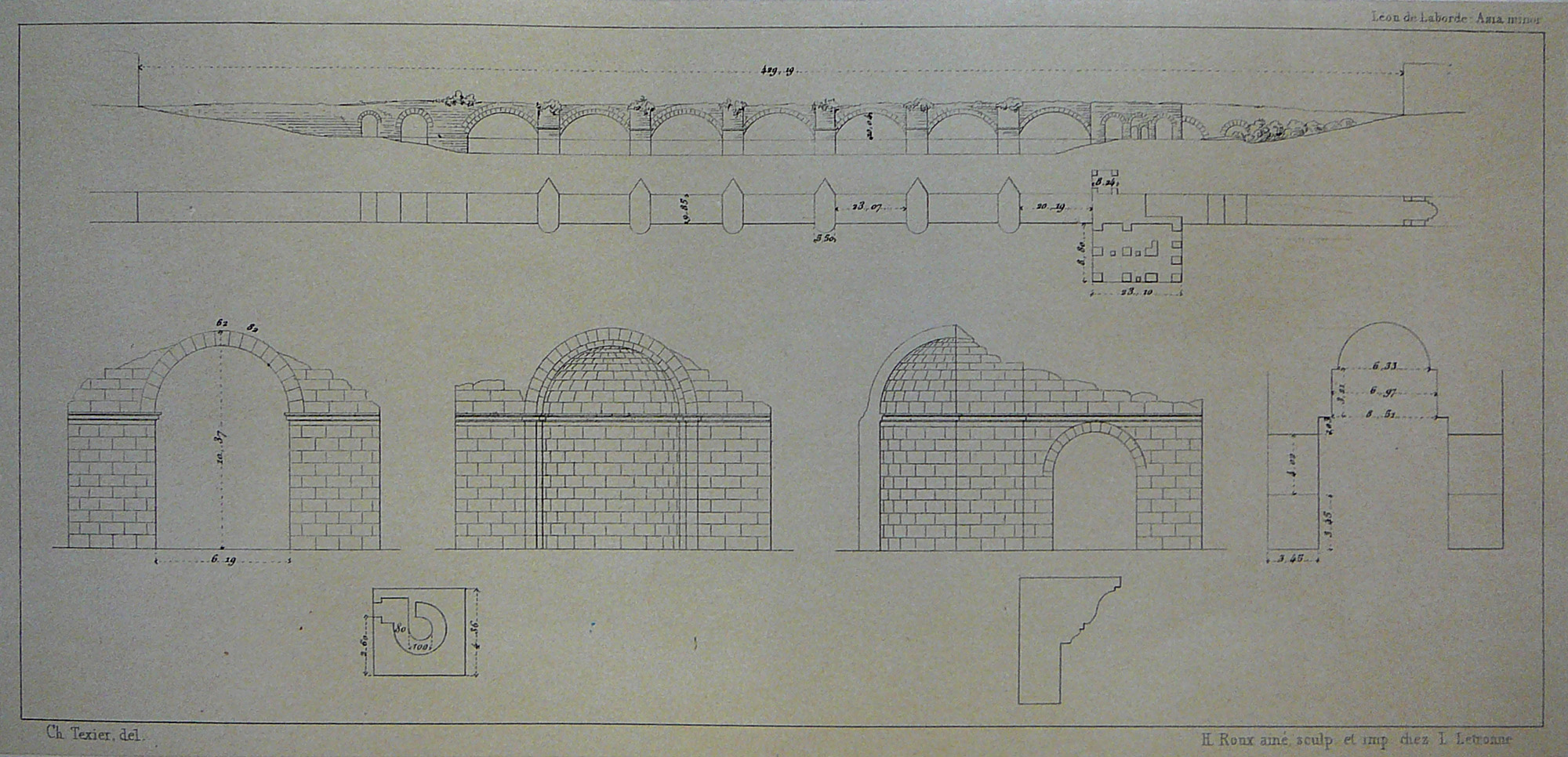
1838年に描かれたサンガリウス橋のスケッチ。この時点では西端に凱旋門、東端にアプスがあったことがわかるが、現在は失われている。

橋脚は水の勢いに耐えつつ受け流すため、上流側が丸く、下流側がとがった形をしている。ただし例外として、西側の最も幅が広い橋脚は上流側もとがっている。それを除いた全体としては、古代ローマの橋の大部分が橋脚の上流側にとがった水切りがある（下流側にもある場合はそちらもとがった形）のと一線を画している。
かつて橋の西端には凱旋門が立っており、東端にはアプスの残骸がある。これらが建てられた意図は不明であるが、おそらくは宗教的な神殿のような役割を果たしていたのではないかと考えられている。アプスは高さ11メートル、幅9メートルで、東側を覆うように半ドームが載せられている。凱旋門は現在は消滅しているが、1838年にレオン・ド・ラボルドが描いたスケッチにその遺構がみられる。門は橋のすぐ前の入り口になるような向きに、石の組積造で建てられていた。もう一つのスケッチには細かい寸法が記載されており、これによれば前から見た門の開口部は高さ10.37メートル、幅6.19メートルであり、その脇にそれぞれ幅4.35メートルの柱が立っていた。

## ギャラリー

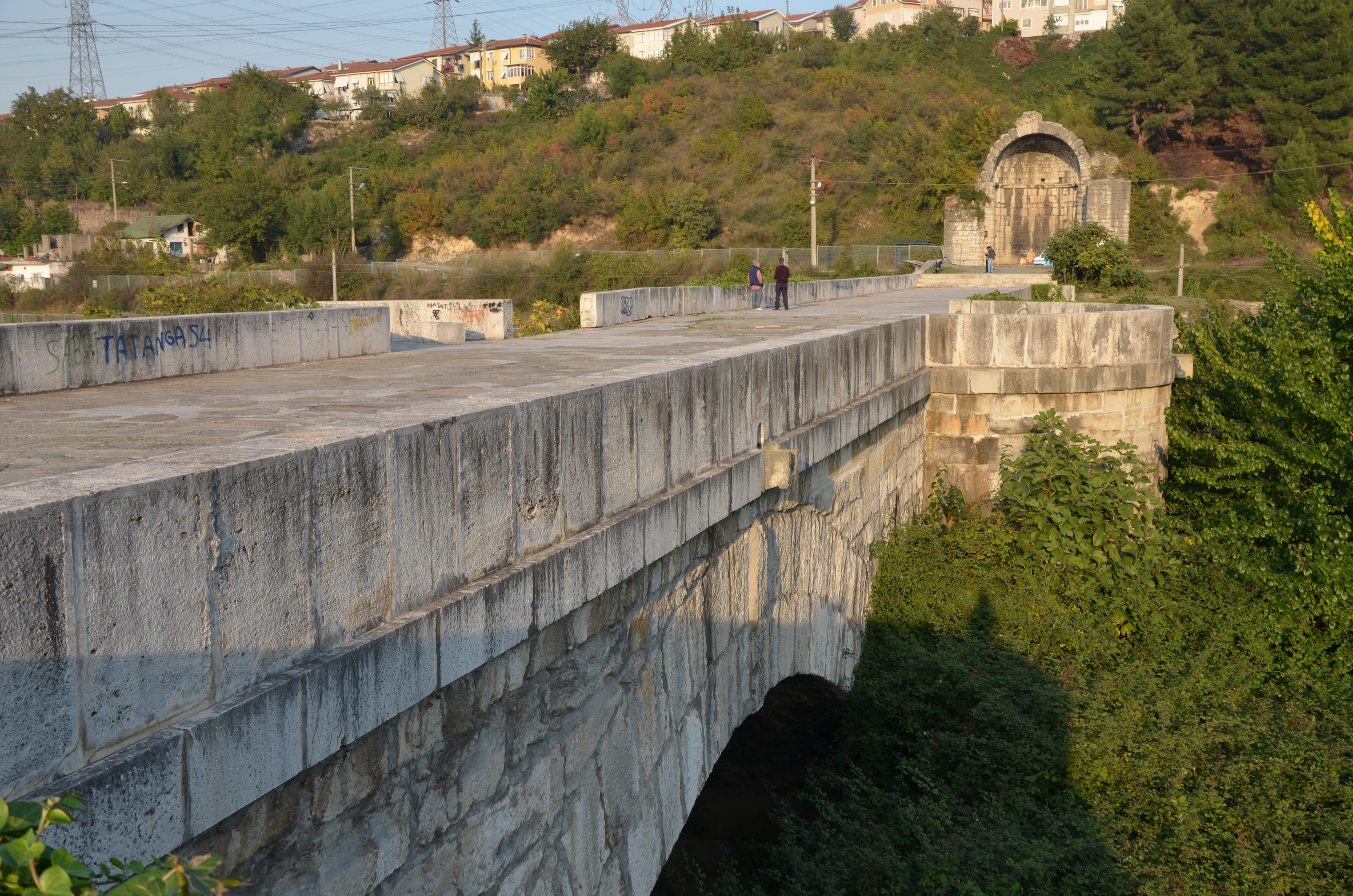
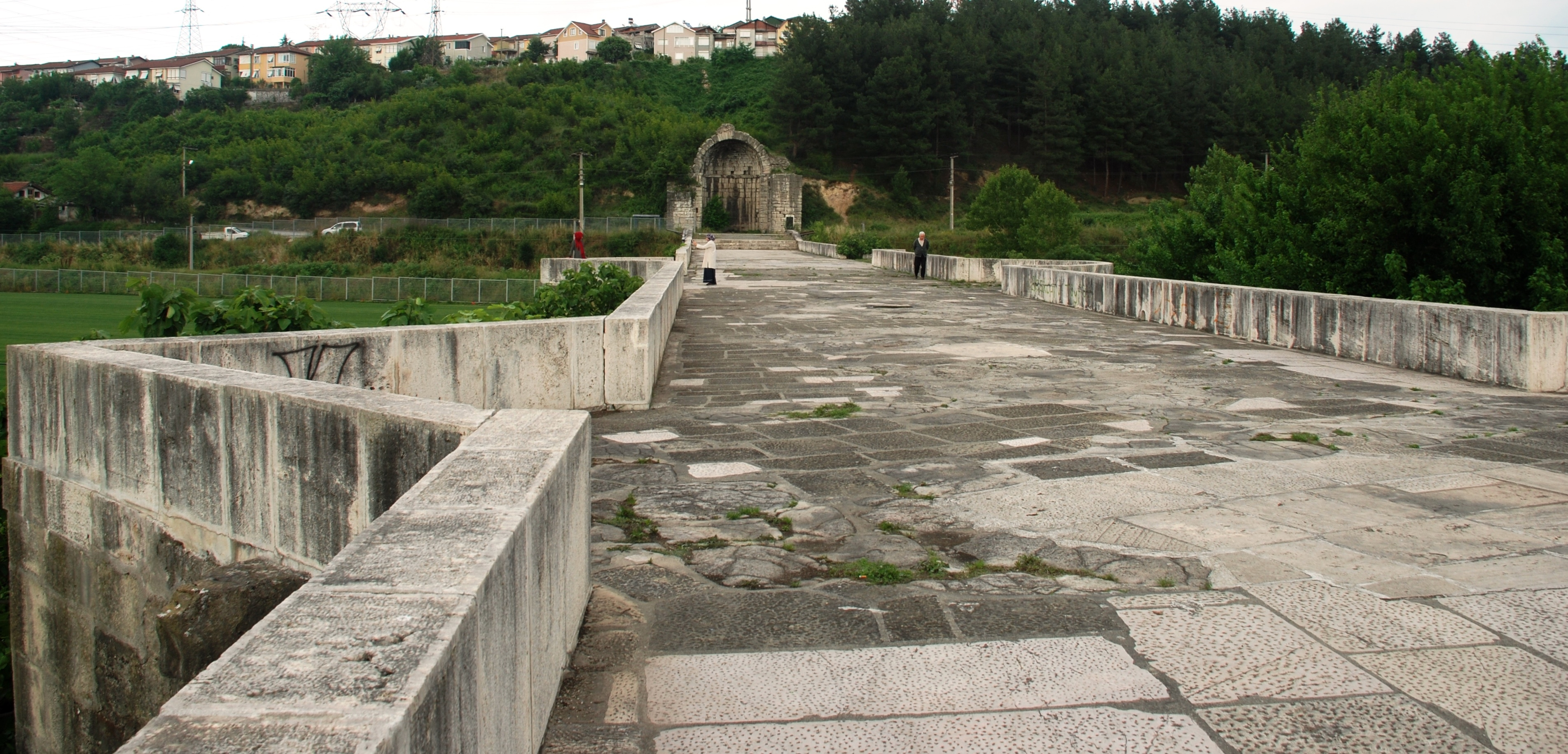
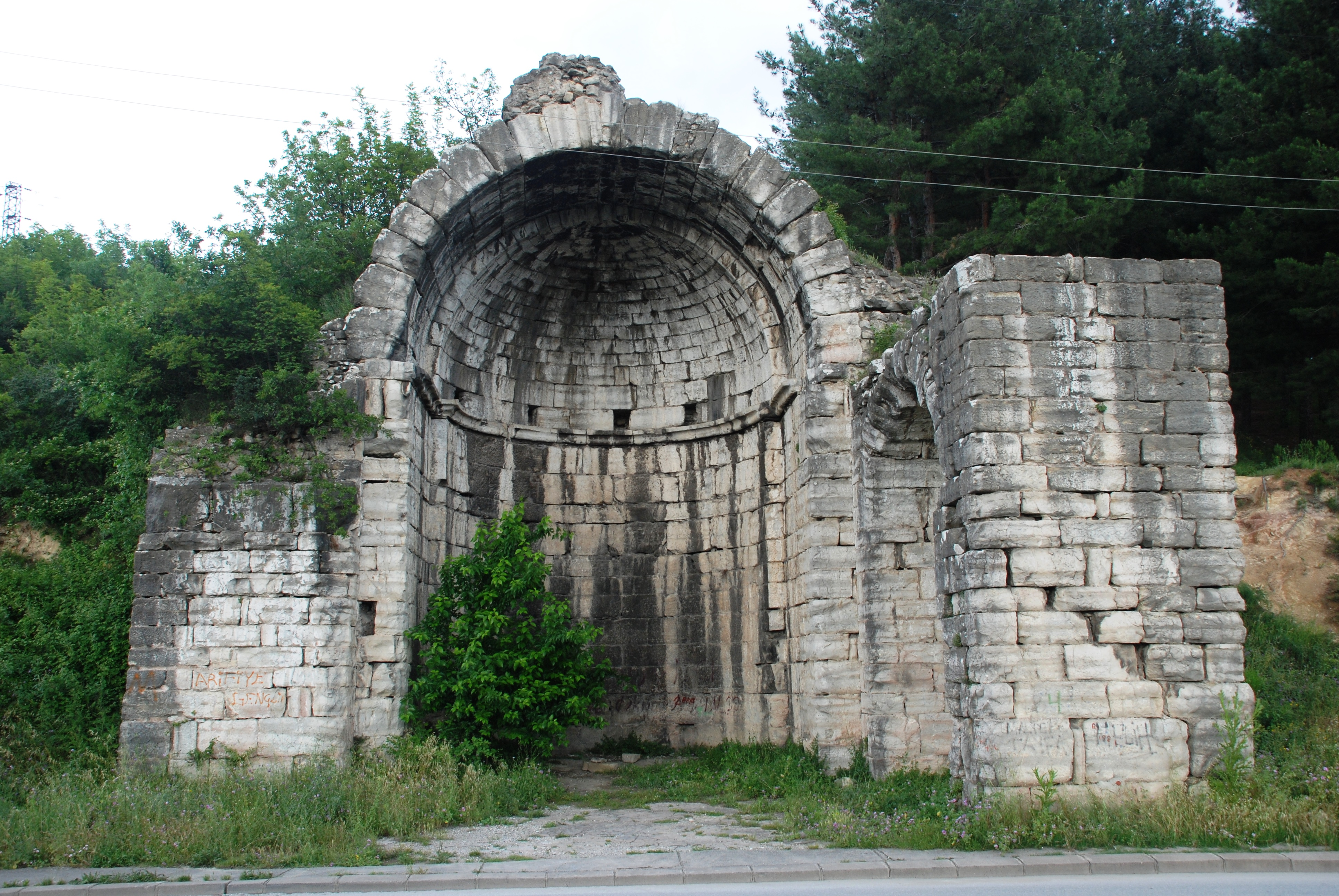
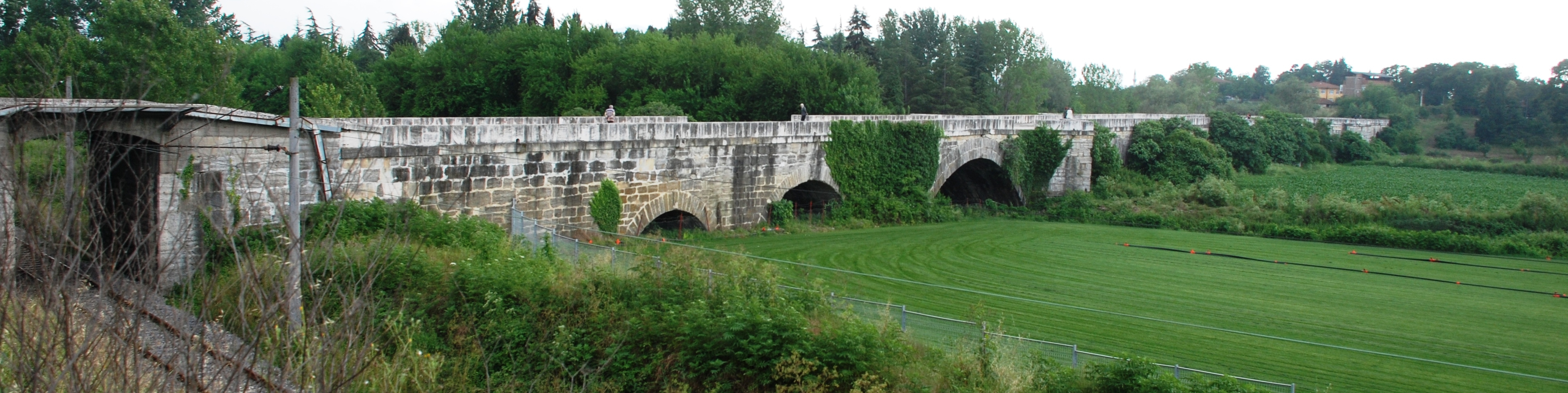
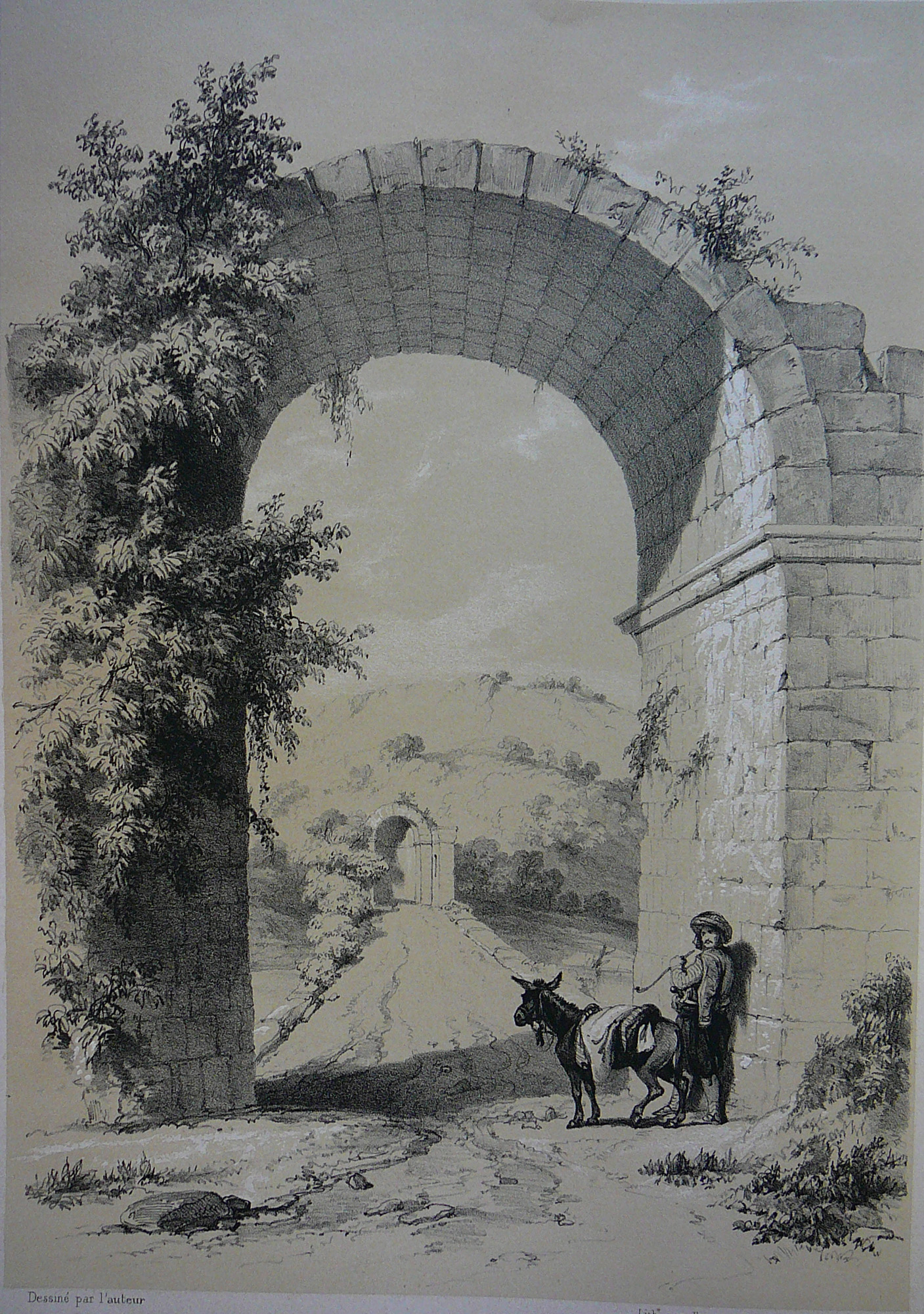
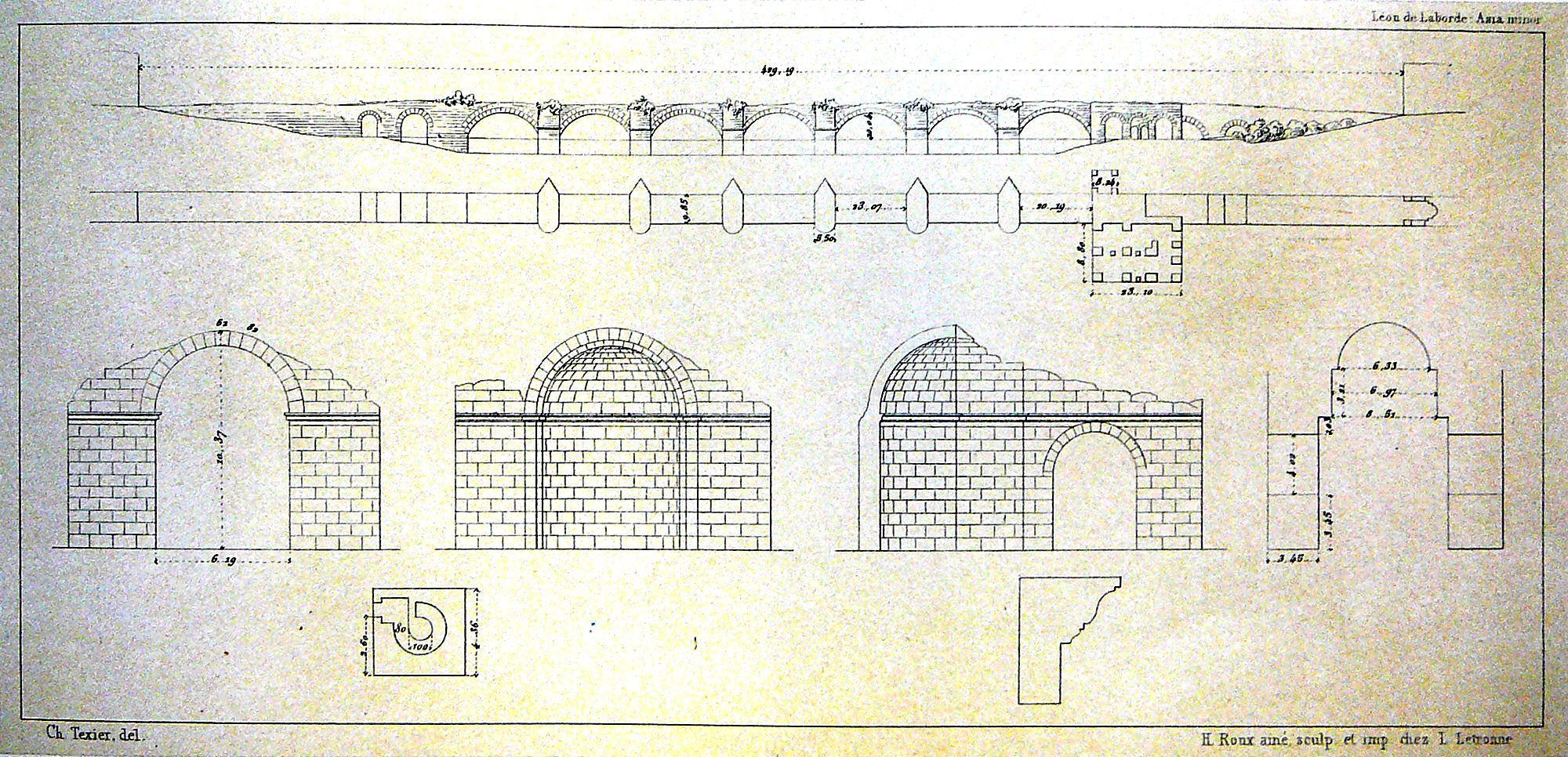